# Techstep
Techstep es un subgénero de drum and bass que fusiona el techno y drum and bass. popular hacia finales de los años 90.

## Estilo
Está caracterizado por una estética de ciencia ficción de corte oscuro y científico. Musicalmente, está influido tanto por la música industrial como por el techno. Aunque se describe como "techy" o "tech", la relación del techstep con el techno es residual. Comparte los instrumentos, sintetizadores y cajas de ritmo principalmente, así como la forma compositiva instrumental y basada en sonidos sintéticos. Sin embargo, la relación no va más allá, y en todo lo demás se configura como un subestilo del drum and bass, especialmente en términos de estructura musical.

## Historia
El techstep se desarrolló a partir del jungle y el hardstep hacia 1995. El término se atribuye a los productores Ed Rush y Trace, básicos en la configuración original de este sonido. En la época en la que este estilo nace, el drum and bass ha tomado básicamente dos direcciones. Mientras que existe toda una corriente que busca un sonido atmosférico y jazzy, conocida como intelligent drum and bass y capitaneada por LTJ Bukem, existe otra corriente mucho más dura, oscura y enfocada hacia la pista, el techstep.

La verdadera diferencia está en las intenciones: música como terapia frente a música como terrorismo. Cuando Bukem y sus acólitos hablan sobre "educar" a los oyentes y abrir mentes, Ed Rush dice claramente, "quiero herir a la gente con mis beats".

En este estilo, "tech" no se refiere a una posible relación con el estilo suave del detroit techno que aparece en las producciones de Good Looking Records, sino más bien a la búsqueda de un sonido crudo o cáustico similar al del hardcore popular en Bélgica a comienzos de la década. De este modo, el techstep aparece como una reacción a los elementos sofisticados y más orientados hacia el pop del ambient jungle que era visto como una traición al jungle "puro" u "original". Una de las primeras encarnaciones del sonido techstep es el remix de DJ Trace del tema "Mutant Jazz" de T-Power, que apareció en S.O.U.R Recordings en 1995. Este remix, coproducido por Ed Rush y Nico, muestra los elementos esenciales del techstep así como el tipo de línea de bajo distorsionada que se convertiría en la marca de la casa del género.
Algunos de los pioneros del techstep fueron cambiando progresivamente de estilo entrando en lo que se ha llamado neurofunk. Entre esos primeros productores están Trace, Ed Rush & Optical, Nico, Fierce, Panacea, Sean Cooper, Teebee,  Dom and Roland, Doc Scott y Technical Itch. Los sellos más importantes de la escena son y han sido Moving Shadow, Metalheadz, No U-Turn Records, Emotif, Position Chrome  y Renegade Hardware

## Skullstep
Skullstep es un género que surgió a partir del techstep. Aunque originalmente no era más que otro nombre para el mismo techstep, actualmente se utiliza este término para clasificar un subestilo del techstep mucho más repetitivo y agresivo que se acerca al breakcore. Algunos artistas de este subgénero son Current Value, Donny, Limewax, Gein y Axis & Trank.